# Jacques-Félix Bussière
Pour les articles homonymes, voir Bussière et Préfet Bussière.
Jacques-Félix Bussière, né le 10 octobre 1895 à Paris et mort le 3 mai 1945 dans la baie de Lübeck, est un haut fonctionnaire et résistant français.

## Biographie
Il obtient une licence en droit. Le 9 août 1915 au 11 septembre 1919 il est mobilisé, puis il est lieutenant de réserve.
Il entre dans l'administration, où il est chef de Cabinet du préfet de l'Yonne en 1922. Il est successivement sous-préfet de Florac en 1924 et de Mirecourt en 1925 ; rattaché à la préfecture des Vosges en 1926 , sous-préfet de Clamecy en 1927, secrétaire général du Morbihan en 1929 et de Seine-et-Marne en 1929, sous-préfet de Villefranche-sur-Saône en 1932 et Secrétaire général du Rhône pour la police en 1934.
Il est nommé préfet de la Mayenne le 26 septembre 1936.
Le 5 février 1940 il entre aux armées comme capitaine d'infanterie de réserve. Il est interné en Suisse avec l'état-major du 45e corps d'armée le 1er juillet 1940 et rapatrié le 9 septembre 1940.
Après cette interruption, il reprend sous le Régime de Vichy sa fonction de préfet de la Mayenne en octobre 1940 ; il est ensuite nommé successivement préfet de la Haute-Marne le 4 mai 1941, préfet de Loir-et-Cher le 14 novembre 1941 et préfet de la région d'Orléans, préfet du Loiret le 4 novembre 1942.
Le 6 janvier 1944, il est nommé préfet des Bouches-du-Rhône et préfet régional de Marseille. Le 14 mai 1944, il est arrêté par la Gestapo pour faits de résistance, incarcéré 24 heures à la Kommandantur, ensuite transféré à Amiens, puis à Drancy. Il faisait partie du réseau Super NAP (Noyautage des administrations publiques).
Il a été décoré de l'ordre de la Francisque.

### Déportation
Jacques-Félix Bussière est déporté dans le camp de concentration de Neuengamme et tué en mer Baltique le 3 mai 1945 lors du naufrage du Cap Arcona par la Royal Air Force (RAF) avec 10 000 autres détenus qui venaient d'être évacués par les SS.

### Famille
Il est le cousin du préfet de police de la Seine Amédée Bussière.

## Distinctions
- Officier de la Légion d'honneur
- Croix de guerre 1914–1918
- Médaille de la Résistance française avec rosette (3 juillet 1946)[6]

## Hommage
La rue Préfet-Bussière lui rend hommage à Laval.